# Temple Christian School
Temple Christian School est un lycée chrétien privé située à Lima (Ohio). Le temple a été fondé en 1976 en tant que ministère du temple baptiste de Lima. C'est une école chrétienne traditionnelle de la maternelle à la 12e année de 226 élèves. 

## Organisation
Temple Christian School a été fondée en 1976 en tant que ministère du temple baptiste de Lima. Les étudiants viennent de différentes églises et confessions différentes de la région de Lima, dans l'Ohio, mais doivent partager un grand nombre des mêmes croyances évangéliques fondamentales. 

## Déclaration de mission
La mission de Temple Christian School est de glorifier Dieu en offrant aux étudiants une éducation centrée sur le Christ, caractérisée par l'excellence et fondée sur la vérité biblique. 

## Athlétisme
La Temple Christian School propose aux élèves un certain nombre de sports d'équipe. 
- Automne : football, volley-ball, golf
- Hiver : basket-ball, bowling, cheerleading
- Printemps : baseball, Piste

## Sources
1. ↑  School Statistics
2. ↑  Athletic Program